# Compañía Ibero-Americana de Publicaciones
La Compañía Ibero-Americana de Publicaciones (CIAP) fue una editorial española, de especial importancia en el ámbito nacional durante la primera mitad del siglo XX.

## Historia

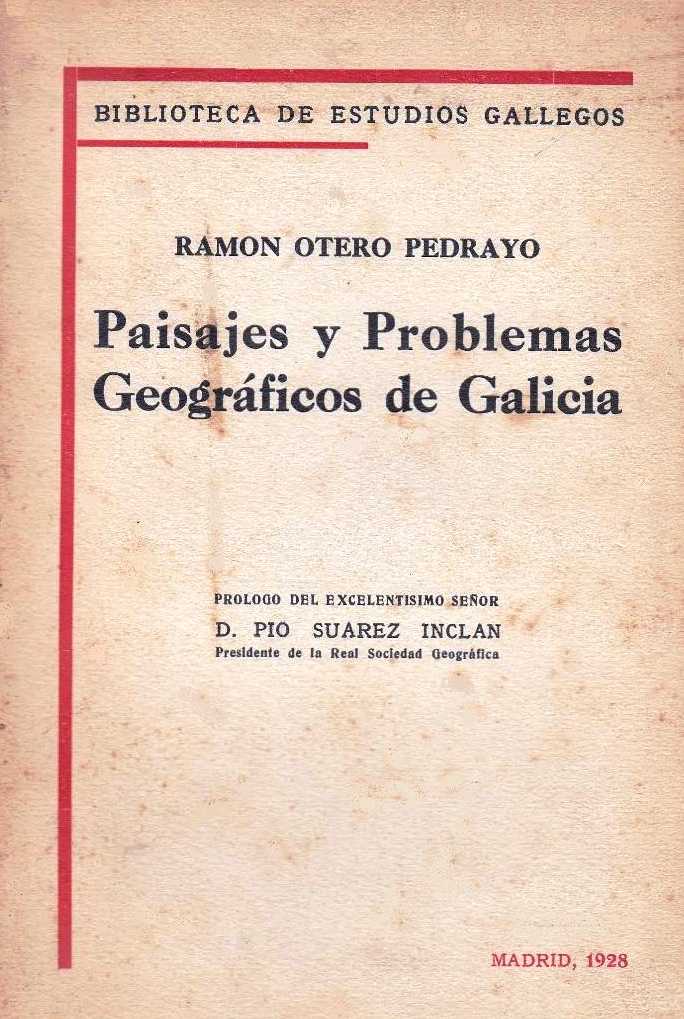
Un libro de Otero Pedrayo, publicado en la colección Biblioteca de Estudios Gallegos de la CIAP.

Fue fundada en noviembre de 1924 por iniciativa de Ignacio Bauer, de la reconocida familia Bauer, que se asociaría con Manuel Luis Ortega —este último a la postre director gerente de la editorial—, y con Pedro Sainz Rodríguez, como director literario. Entre los fundadores también estaban Antonio Goicoechea y Rafael Altamira.
Además de diez tomos de una colección de obras clásicas de la literatura española agrupadas bajo el título de Los Clásicos Olvidados, editó revistas como Cosmópolis, La Raza, El Ratón y el Gato, La Novela de Hoy, Comercio, Libros, La Gaceta Literaria o El Perro; y publicó a una importante serie de autores, convirtiéndose en la editorial más importante del país. También editó un diario, El Heraldo de Marruecos, que circulaba por el protectorado español de Marruecos. Llegó a contar con una amplia nómina de autores que escribían sus obras en exclusiva para la CIAP, entre los que se encontraban Manuel Azaña, Francisco Cossío, Concha Espina, Eugenio d'Ors, Gómez de la Serna, Juan Ramón Jiménez, Salvador de Madariaga, Gregorio Marañón, Antonio Machado, Rubén Darío, Pedro Salinas, Miguel de Unamuno o Vallé-Inclán.
Inicialmente la empresa dispuso de recursos limitados, pero a partir de 1928 tuvo un despegue vertiginoso. CIAP compró las editoriales «Renacimiento» y «Mundo Latino», así como la Librería Fe —entonces la mayor librería de España— y sus diez subsidiarias. También se adquirió una moderna imprenta, de gran tamaño. Tanto la dirección de la compañía como los talleres de impresión se encontraban situados en Madrid, en la calle Príncipe de Vergara. Sin embargo, desde bien temprano la empresa tuvo graves deficiencias en la forma de financiación, algo que acabaría pasándole factura. A pesar de su fulgurante éxito, CIAP terminó quebrando en 1931.